# آلن بولیو
آلن بولیو (به فرانسوی: Alain Beaulieu) نویسنده قرن بیستم میلادی اهل فرانسه است.